# Англофобия
Англофо́бия (лат. Anglus — английский и греч. φόβος — страх) — неприязнь, предубеждение, враждебность, страх или ненависть по отношению к Англии, англичанам или к их культуре. Часто этот термин используется по отношению к правительству Великобритании. 

## Возникновение и развитие
Англофобия отражает собой давние распри между англичанами и континентальными (а также британскими) соседями, подпитывавшиеся благодаря многочисленным войнам — англо-шотландским, англо-французским, англо-испанским и т. п. Иногда она возникала среди континентальных европейских народов как реакция на порой расчётливую и эксплуататорскую политику английских правящих кругов, стремящихся захватить новые земли, а также ассимилировать коренное население. Неуважение англичан к языку и культуре коренных народов, а также ярко выраженные проявления расизма и сегрегации играли определённую роль в становлении англофобии как политического и социального феномена в таких странах и регионах мира как Ирландия и Квебек.

## Англофобия в России
Англофобия в XIX веке была распространена в России. Известный писатель князь В. Ф. Одоевский считал, что история Англии даёт урок народам, «продающим свою душу за деньги», и что её настоящее — печально, а гибель — неизбежна. Историк, писатель и журналист М. П. Погодин назвал Английский банк золотым сердцем Англии, добавив: «а другое вряд ли есть у неё». Профессор Московского университета, литературный критик и историк литературы С. П. Шевырёв говорил об Англии: «Она воздвигла не духовный кумир, как другие, а златого тельца перед всеми народами и за то когда-нибудь даст ответ правосудию небесному». В журнале «Отечественные записки» говорилось, что британские учёные и писатели «действуют на пользу плоти, а не души».
В печати времён Российской Империи Великобританию называли «коварный Альбион», «дряхлый Альбион», «современный Карфаген», «метрополия злата». Бытовало выражение «англичанка гадит».
В трагикомедии публициста Михаила Леонтьевича Златковского (1836—1904) «Джон Буль конца века», изданной в Петербурге в 1898 г., говорилось: «Никак не могу примириться с их международной политикою, основанной на эгоизме, маккиавеллизме и бесчеловечности ко всем прочим народам земного шара. Недаром политики прозвали Англию „коварным Альбионом“».
А. И. Гучков, который был потом председателем Государственной Думы и военным и морским министром Временного правительства, в гимназические годы мечтал поехать в Лондон, чтобы убить Б. Дизраэли.
Англофобия была важной составляющей советской пропаганды в 1918—1932 гг., и в период холодной войны.

## Англофобия во Франции
Англофобия во Франции имеет давние традиции и ярко выраженную антиглобалистскую окраску. Она датируется началом Столетней войны за изгнание англичан из исконно французских земель, когда разворачивалась деятельность Жанны Д’Арк. Наполеон ненавидел Англию, и всю свою политику построил на континентальной блокаде. Англофобия углубилась после произошедшего в Мер эль-Кабире 3 июля 1940, когда английские корабли уничтожили часть французского флота, убив несколько тысяч моряков, пока французский адмирал обдумывал английские предложения. Несколько лет спустя журналист Жан-Эрольд Паки в Виши стал присоединять к своим высказываниям призыв: «Англия, равно как и Карфаген, должна быть разрушена».